# Histórias (Tácito)
Histórias (em latim: Historiae) é um livro do historiador romano Tácito por volta de 100–110, que cobre o ano dos quatro imperadores após a queda de Nero, a subida de Vespasiano, e o governo da Dinastia Flaviana (69–96) até a morte de Domiciano.

## Conteúdo

O Império Romano no começo do ano dos quatro imperadores, 69

O livro faz parte da duologia de 30 livros a qual Anais é a segunda parte. Histórias começa um pouco depois de onde Anais parou, com a morte de Nero, na guerra civil que fez, em rápida sucessão, Galba, Otão, Vitélio, e Vespasiano virarem imperadores e começou a Dinastia Flaviana.
Apenas os primeiros quatro livros e os 26 primeiros capítulos sobreviveram, cerca de um terço do original. O que sobrou cobre até o começo da primeira guerra judaico-romana.

## Recepção
O amigo do autor, Plínio, o Jovem, falou em uma carta a Tácito "Suas Histórias serão imortais" e o autor cristão primitivo Tertuliano criticou o livro por afirmar que contém mentiras sobre as crenças judaicas.